# Isidin závoj

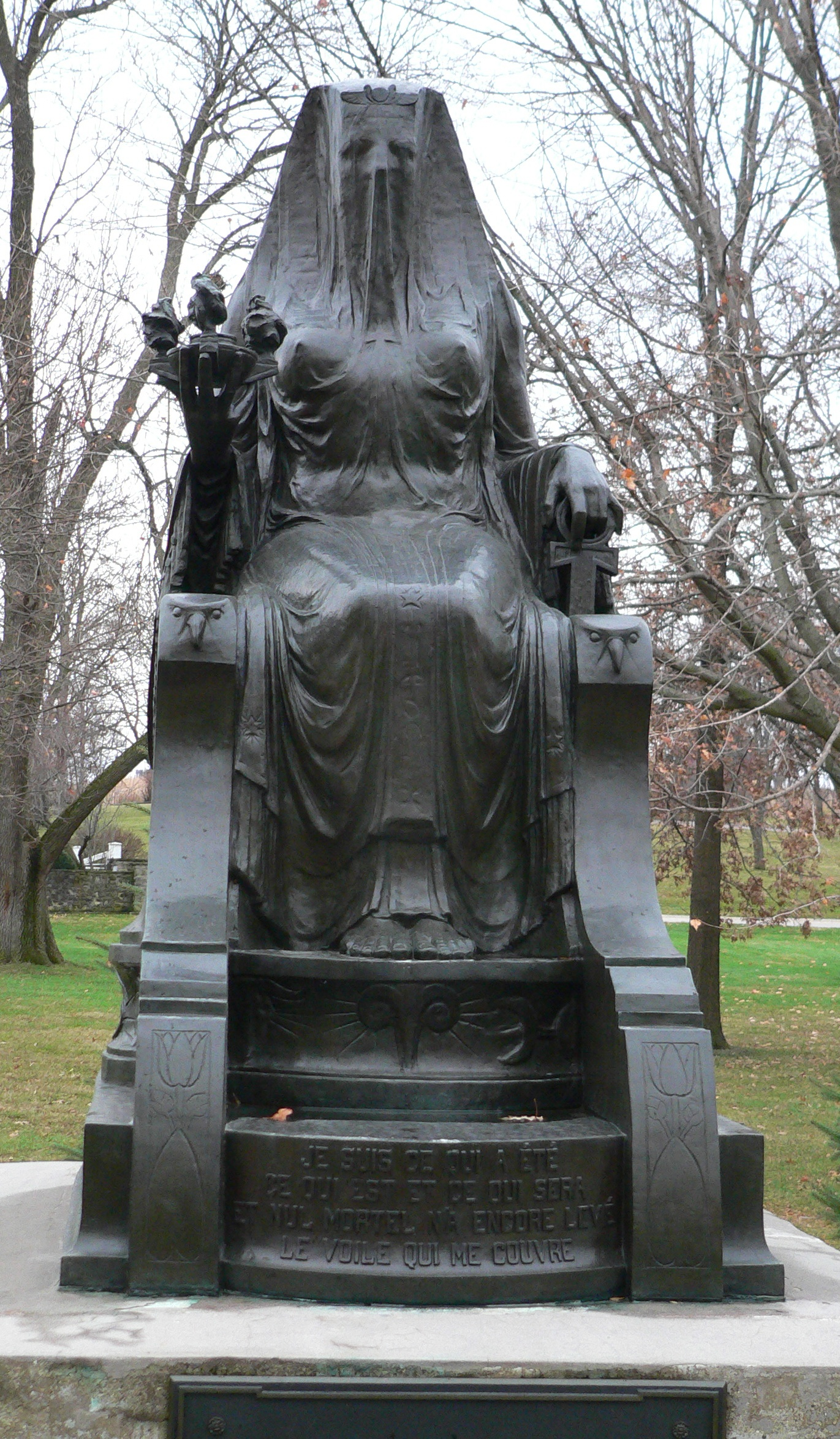
Isis zahalená závojem, socha Augusta Puttemanse

Isidin závoj je metafora a alegorický umělecký motiv, v němž je příroda zosobněna jako bohyně Isis zahalená závojem nebo pláštěm, který představuje nepřístupnost tajemství přírody. Často se kombinuje s příbuzným motivem, v němž je příroda zobrazena jako bohyně s mnoha prsy, která představuje Isis, Artemidu nebo kombinaci obou.
Motiv vychází ze sochy Isidy nebo bohyně Neith, která s ní byla někdy ztotožňována, v egyptském městě Sais, o němž se zmiňují řecko-římští autoři Plútarchos a Proklos. Ti tvrdili, že socha nesla nápis: „Jsem všechno, co bylo, je a bude, a žádný smrtelník nikdy nepozvedl můj plášť.“ Zobrazení Isidy se zvednutým pláštěm bylo oblíbené v západním umění od konce 17. do počátku 19. století, často jako alegorické znázornění osvícenské vědy a filozofie odhalující tajemství přírody. Autoři na konci 18. století, předznamenávající romantické hnutí, začali používat zvednutí Isidina závoje jako metaforu odhalování pravdy vzbuzující úctu.
Motiv je také často užíván v západním esoterismu. Helena Blavatská v knize Odhalená Isis z roku 1877 použila tuto metaforu pro duchovní pravdy, které chtěl její teosofický systém víry odhalit. Obecně pak v různých okultních systémech odkazuje zvednutí závoje na získání duchovního vědění. Jako „Odhalení závoje“ byl původně pojmenován i wiccanský rituál „Provolání Bohyně“.